# Catoxyethira darrieti
Catoxyethira darrieti is een schietmot uit de familie Hydroptilidae. De soort komt voor in het Afrotropisch gebied.